# Phạm Đình Chương
Phạm Đình Chương (1929 – 1991) là một nhạc sĩ tiêu biểu của nền tân nhạc Việt Nam. Ông còn là một ca sĩ với nghệ danh Hoài Bắc.

## Cuộc đời
Phạm Đình Chương sinh ngày 14 tháng 11 năm 1929 tại phường Bạch Mai, quận Hai Bà Trưng, Hà Nội. Quê nội ông ở Hà Nội và quê ngoại ở Sơn Tây. Ông xuất thân trong một dòng họ mà hầu hết đều làm văn nghệ. Chú ông là nhà văn Trúc Khê, nhạc sĩ Phạm Ngọc Cẩn. Cô là nghệ sĩ Song Kim, dượng là nhà thơ Thế Lữ. Anh ông là họa sĩ Phạm Văn Đôn và nhạc sĩ Phạm Văn Chung.
Cha của Phạm Đình Chương là ông Phạm Đình Phụng. Người vợ đầu của ông Phụng sinh được 2 người con trai: Phạm Đình Sỹ và Phạm Đình Viêm. Phạm Đình Sỹ lập gia đình với nữ kịch sĩ Kiều Hạnh và có con gái là ca sĩ Mai Hương. Còn Phạm Đình Viêm là ca sĩ Hoài Trung của ban hợp ca Thăng Long.
Người vợ sau của ông Phạm Đình Phụng có 3 người con: Trưởng nữ là Phạm Thị Quang Thái (ca sĩ Thái Hằng, vợ Phạm Duy). Con trai thứ là nhạc sĩ Phạm Đình Chương. Và cô con gái út Phạm Thị Băng Thanh (ca sĩ Thái Thanh).
Phạm Đình Chương theo học trường Bưởi đến trung học thì nghỉ học, gia nhập đoàn ca kịch lưu diễn ở nông thôn vào năm 1946.
Năm 1951, ông về Hà Nội lập ra ban hợp ca Thăng Long nổi tiếng.
Năm 1953, ông lập gia đình với ca sĩ Khánh Ngọc (sinh năm 1937, tên thật là Hàn Thị Lan Anh) rồi chuyển vào Sài Gòn sống.
Sau sự kiện 30 tháng 4 năm 1975, ông định cư tại California, Hoa Kỳ.
Ông mất 22 tháng 8 năm 1991 tại California.

## Sự nghiệp âm nhạc
Phạm Đình Chương được nhiều người chỉ dẫn nhạc lý nhưng phần lớn vẫn là tự học. Trong những năm đầu kháng chiến, ông cùng các anh em Phạm Đình Viêm, Phạm Thị Quang Thái và Phạm Thị Băng Thanh gia nhập ban văn nghệ Quân đội ở Liên Khu IV.
Phần nhiều những tác phẩm của Phạm Đình Chương thường được xếp vào dòng tiền chiến bởi mang phong cách trữ tình lãng mạn. Hai sáng tác đầu tiên Ra đi khi trời vừa sáng và Hò leo núi đều có không khí hào hùng, tươi trẻ.
Năm 1951, ông về thành. Với nghệ danh Hoài Bắc, ông cùng các anh em Hoài Trung, Thái Thanh, Thái Hằng lập ban hợp ca Thăng Long danh tiếng, du ca khắp các thành phố lớn của Nam Việt Nam lúc đó. Thời kỳ này, các sáng tác của ông thường mang âm hưởng của miền Bắc như nói lên tâm trạng hoài hương của mình: Khúc giao duyên, Được mùa, Tiếng dân chài... Thời gian sau, ông viết nhiều bản nhạc vui tươi hơn: Xóm đêm, Ly rượu mừng, Đón xuân...
Khi cuộc hôn nhân với ca sĩ Khánh Ngọc tan vỡ, ông bắt đầu sáng tác tình ca. Ông đem tâm trạng đau thương vào bốn ca khúc da diết, đau nhức, buốt giá tâm can: Đêm cuối cùng, Thuở ban đầu, Người đi qua đời tôi, Nửa hồn thương đau.
Phạm Đình Chương cũng phổ nhạc từ thơ. Nhiều bản nhạc phổ thơ của ông đã trở thành những bài bất hủ, có một sức sống riêng như: Đôi mắt người Sơn Tây (thơ Quang Dũng), Mộng dưới hoa (thơ Đinh Hùng), Nửa hồn thương đau (thơ Thanh Tâm Tuyền), Đêm nhớ trăng Sài Gòn (thơ Du Tử Lê)... Phạm Đình Chương cũng đóng góp cho tân nhạc Việt Nam bài trường ca bất hủ Hội Trùng Dương nói về ba con sông đại diện cho ba miền: sông Hồng, sông Hương và sông Cửu Long.

## Tác phẩm
Danh sách này không đầy đủ, bạn cũng có thể giúp mở rộng danh sách.
| Năm  | Tên bài hát                      | Chú thích                                                                   |
| ---- | -------------------------------- | --------------------------------------------------------------------------- |
| 1946 | Ra đi khi trời vừa sáng          | Viết chung với Phạm Duy                                                     |
| 1948 | Thanh niên tiến lên              |                                                                             |
| 1949 | Trăng rừng                       |                                                                             |
| 1949 | Kiếp Cuội già                    |                                                                             |
| 1950 | Chiều buồn                       |                                                                             |
| 1950 | Bài ca tuổi trẻ                  |                                                                             |
| 1950 | Khúc giao duyên                  |                                                                             |
| 1951 | Sáng rừng                        |                                                                             |
| 1951 | Mười thương                      |                                                                             |
| 1952 | Đợi chờ                          | Viết chung với Nhật Bằng                                                    |
| 1952 | Hò leo núi                       |                                                                             |
| 1952 | Ly rượu mừng                     |                                                                             |
| 1953 | Đón xuân                         |                                                                             |
| 1953 | Được mùa                         |                                                                             |
| 1953 | Thuở ban đầu                     |                                                                             |
| 1954 | Hội Trùng Dương                  | Trường ca gồm 3 bài Tiếng sông Hồng, Tiếng sông Hương, Tiếng sông Cửu Long. |
| 1954 | Chia tay ngày hè                 |                                                                             |
| 1956 | Đất lành                         |                                                                             |
| 1956 | Lá thư người chiến sĩ            |                                                                             |
| 1956 | Xuân tha hương                   |                                                                             |
| 1957 | Mộng dưới hoa                    | Thơ Đinh Hùng                                                               |
| 1957 | Mỗi độ xuân về                   |                                                                             |
| 1957 | Tiếng dân chài                   |                                                                             |
| 1957 | Sóng nước biếc                   |                                                                             |
| 1957 | Xóm đêm                          |                                                                             |
| 1958 | Lá thư mùa xuân                  |                                                                             |
| 1959 | Đến trường                       |                                                                             |
| 1960 | Đêm cuối cùng                    |                                                                             |
| 1960 | Mắt buồn                         | Thơ Lưu Trọng Lư, viết tặng Lệ Thu.                                         |
| 1960 | Màu kỷ niệm                      | Thơ Nguyên Sa                                                               |
| 1961 | Buồn đêm mưa                     | Thơ Huy Cận                                                                 |
| 1963 | Heo may tình cũ                  | Thơ Cao Tiêu                                                                |
| 1964 | Anh đi chiến dịch                |                                                                             |
| 1964 | Định mệnh buồn                   |                                                                             |
| 1966 | Mưa Sài Gòn, mưa Hà Nội          | Thơ Hoàng Anh Tuấn                                                          |
| 1967 | Dạ tâm khúc                      | Thơ Thanh Tâm Tuyền                                                         |
| 1967 | Bài ngợi ca tình yêu             | Thơ Thanh Tâm Tuyền                                                         |
| 1968 | Đêm màu hồng                     | Thơ Thanh Tâm Tuyền                                                         |
| 1969 | Đôi mắt người Sơn Tây            | Thơ Quang Dũng                                                              |
| 1969 | Khi cuộc tình đã chết            | Thơ Du Tử Lê                                                                |
| 1969 | Người đi qua đời tôi             | Thơ Trần Dạ Từ                                                              |
| 1970 | Nửa hồn thương đau               | Thơ Thanh Tâm Tuyền                                                         |
| 1980 | Bên trời phiêu lãng              | Thơ Hoàng Ngọc Ẩn                                                           |
| 1980 | Cho một thành phố mất tên        | Thơ Hoàng Ngọc Ẩn                                                           |
| 1980 | Khi tôi chết hãy đem tôi ra biển | Thơ Du Tử Lê                                                                |
| 1981 | Đêm, nhớ trăng Sài Gòn           | Thơ Du Tử Lê                                                                |
| 1981 | Hạt bụi nào bay qua              | Thơ Thái Tú Hạp                                                             |
| 1981 | Quê hương là người đó            | Thơ Du Tử Lê                                                                |
| 1982 | Ta ở trời Tây                    | Thơ Kim Tuấn                                                                |
| ?    | Trăng Mường Luông                | Bài hát Lào, Phạm Đình Chương ký âm và soạn lời ca.                         |
| ?    | Quật cường                       |                                                                             |
| ?    | Chiến thắng ca                   |                                                                             |
| ?    | Hùng ca dân tộc                  |                                                                             |
| ?    | Lạc hướng                        |                                                                             |
| ?    | Nhớ bạn tri âm                   |                                                                             |